# Carlo Simi
Pour les articles homonymes, voir Simi (homonymie).
Carlo Simi (né le 7 novembre 1924 à Viareggio et mort le 26 novembre 2000  à Rome) est un architecte, scénographe, chef décorateur et costumier italien.

## Biographie
Carlo Simi travailla pour les westerns de Sergio Leone et Sergio Corbucci, entre autres.
Il est le père du costumier de théâtre et de cinéma Antonio Simi.

## Filmographie
- 1965 : Et pour quelques dollars de plus (Per qualche dollaro in più)
- 1966 : Lanky, l'homme à la carabine (Per il gusto di uccidere) de Tonino Valerii
- 1966 : Le Bon, la Brute et le Truand (Il buono, il brutto, il cattivo)
- 1966 : Texas Adios (Texas, addio)
- 1968 : Il était une fois dans l'Ouest
- 1978 : Selle d'argent (Sella d'argento) de Lucio Fulci